# Вильдек
Вильдек (нем. Wildeck) — община в Германии, в земле Гессен. Подчиняется административному округу Кассель. Входит в состав района Херсфельд-Ротенбург.  Население составляет 4964 человека (на 31 декабря 2010 года). Занимает площадь 39,86 км².
Община подразделяется на 5 сельских округов.